# Михас
Михас (шп. Mijas) град је у Шпанији у аутономној заједници Андалузија у покрајини Малага. Према процени из 2008. у граду је живело 70.437 становника.

## Становништво
Према процени, у граду је 2008. живело 70.437 становника.
| 1981.  | 1991.  | 2001.  |
| ------ | ------ | ------ |
| 14.896 | 31.680 | 46.232 |